# Хюэ-Кнудсен, Йохан
Йохан Хюэ-Кнудсен (дат. Johan Hye-Knudsen; 24 мая 1896 года, Нюборг — 28 сентября 1975 года, Копенгаген) — датский дирижёр, виолончелист и композитор.

## Биография
Сын военного дирижёра. В 1913—1915 годах учился в Копенгагенской консерватории как виолончелист, затем совершенствовался в Париже у Жерара Эккинга. По возвращении в Данию первая виолончель оркестра в Хельсингборге, с 1919 года начал пробовать себя как дирижёр. С 1922 года — виолончелист Королевской капеллы, с 1925 — одновременно второй дирижёр, в 1930—1946 годах — главный дирижёр (совместно с Эджисто Танго). Одновременно в 1927—1946 годах — руководитель копенгагенского Студенческого хора (дат. Studentersangforeningen), в 1934—1952 годах также руководил концертами в копенгагенском Общественном парке (дат. Fælledparken).
Автор оперы «Церковь и орган» (дат. Kirke og orgel; 1947), балета «Торвальдсен» (1938), симфонии (1926), многочисленных кантат, в том числе написанных по случаю разного рода торжественных дат (например, к 40-летию Копенгагенского технологического института, 1946), камерной музыки. К коронации королевы Маргрете II в 1972 году написал церемониальный марш.